# زي هاشمي
الزي الهاشمي هو ثوب مميز ترتديه النساء العربيات في العراق ويسمّى الهاشمي، يتميز هذا الثوب بألوانه السوداء والذهبية، حتى أن كما بعض المجاميع العرقية الأخرى من غير العرب عمدت إلى تكييف هذا الزي في ثقافاتها.
يرتبط اسم هذا الزي بقبيلة بني هاشم العربية، ومع مرور الزمن تطورت ألوانه فاضيفت له ألوان أخرى مثل الأسود والذهبي وكذلك الأحمر والذهبي، وبالإضافة إلى ألوانه المميزة، قد يكون الثوب مصحوبًا عادةً بالمجوهرات كالأقراط الذهبية والقلائد ومجوهرات الرأس وغيرها.